# Амазонская зонтичная птица
Амазонская зонтичная птица, амазонский головач или хохлатый головач (лат. Cephalopterus ornatus) — вид птиц семейства котинговых. Намного больше, чем самки, самцы амазонской зонтичной птицы, вероятно, самые крупные воробьиные в Южной Америке, а также крупнейшие тиранны в мире. Самцы амазонской зонтичной птицы набирают массу до 480—571 г и вырастают в длину до 48—55 см. Длина тела самки составляет в среднем 41—44 см, масса — до 380 г.
Как и другие зонтичные птицы, амазонская зонтичная птица почти полностью чёрная, имеет заметный крест в верхней части головы и вздутые серёжки на шее, которые служат для усиления их громкой, взрывной вокализации. Эта птица имеет светлые глаза, в то время как у большинства зонтичных птиц они чёрные. Волнообразный способ полёта этого вида практически такой же, как у дятла, однако отсутствие белого оперения у зонтичных птиц отличает их от крупных дятлов, сосуществующих с ними. Амазонская зонтичная птица, как правило, заметна в полёте только тогда, когда она пролетает над открытыми пространствами, такими, как реки. Она обычно смело перепрыгивает с ветки на ветку, находясь на деревьях.
Этот вид встречается в виде двух основных популяций: одна обитает в лесу, в основном близко к реке на Амазонской низменности, а вторая — у лесистых предгорий восточных Анд. Амазонская зонтичная птица живёт по-разному: в малых группах, парах или одиночку. Их обычно можно заметить в или рядом с навесом, но из-за их осторожного поведения и дефицита открытых мест их трудно встретить и увидеть, несмотря на размеры. В лесу их слышно намного чаще, чем видно. Плоды и ягоды, как правило, являются предпочтительной едой этих птиц, однако насекомых, пауков и личинок насекомых они едят в зависимости от ситуации.